# Médaille Assar-Lindbeck
 (janvier 2024).
La médaille Assar Lindbeck est décernée tous les deux ans aux économistes suédois de moins de 45 ans dont les travaux ont reçu le plus de reconnaissance internationale. Le prix est nommé en l'honneur d'Assar Lindbeck.

## Récipiendaires
| Année | Récipiendaire         | Institution (à la réception)                                | Alma mater (PhD)                      | Prix Nobel |
| ----- | --------------------- | ----------------------------------------------------------- | ------------------------------------- | ---------- |
| 2007  | Tore Ellingsen        | Stockholm School of Economics                               | London School of Economics            |            |
| 2009  | David Strömberg       | Stockholm University                                        | Princeton University                  |            |
| 2009  | Jakob Svensson        | Stockholm University                                        |                                       |            |
| 2011  | Per Strömberg         | Chicago Booth School of Business                            | Carnegie Mellon University            |            |
| 2013  | Mariassunta Giannetti | Stockholm School of Economics                               | University of California, Los Angeles |            |
| 2015  | Oskar Nordström Skans | Uppsala University                                          | Uppsala University                    |            |
| 2018  | Petter Lundborg       | Lund University                                             | Lund University                       |            |
| 2019  | Anna Dreber Almenberg | Stockholm School of Economics                               | Stockholm School of Economics         |            |
| 2021  | Robert Ösling         | Stockholm School of Economics                               | Stockholm School of Economics         |            |
| 2023  | Johanna Rickne        | Swedish Institute for Social Research, Stockholm University | Uppsala University                    |            |